# ستانلي غلوفر
ستانلي غلوفر (بالإنجليزية: Stanley Glover) (و. 1908 – 1964 م) هو منافس ألعاب قوى كندي، ولد في نيوكاسل أبون تاين، شارك في الألعاب الأولمبية الصيفية 1928، توفي في ساسكاتون، عن عمر يناهز 56 عاماً.
.

## روابط خارجية
- ستانلي غلوفر على موقع أوليمبيديا (الإنجليزية)
- ستانلي غلوفر على موقع اللجنة الأولمبية الكندية (الإنجليزية)
- ستانلي غلوفر على موقع اتحاد ألعاب الكومنولث (مؤرشف) (الإنجليزية)
- ستانلي غلوفر على موقع قاعة مشاهير الرياضة في ساسكاتشوان (الإنجليزية)